# Sân bay Spruce Creek
Sân bay Spruce Creek (mã sân bay FAA LID: 7FL6) là một sân bay tư nhân ở Port Orange, bảy dặm (11 km) về phía nam của khu kinh doanh trung tâm của Bãi biển Daytona, trong quận Volusia, Florida, Hoa Kỳ. Ban đầu nó được xây dựng trong Thế chiến II như là một phi trường nằm ngoài (OLF) cho Trạm không quân Hải quân DeLand và NAS Daytona Beach gần đó. OLF Spruce Creek ban đầu có bốn đường băng dài 4.000 foot có bề mặt gia cố và bị Hải quân Hoa Kỳ bỏ hoang sau 1946. Ngày nay, sân bay Spruce Creek chỉ phục vụ cư dân của Cộng đồng Spruce Creek, một khu vực dân cư có hơn 700 chiếc máy bay tư nhân.